# Air Ocean Airlines
Air Ocean Airlines era uma companhia aérea doméstica ucraniana com sede em Kiev.

## História
A companhia aérea foi fundada em setembro de 2020. O voo inaugural foi realizado em 30 de outubro de 2021.
Em 15 de janeiro de 2022, a companhia aérea suspendeu todos os voos com uma retomada planejada em 15 de março de 2022. No entanto, ao mesmo tempo, as autoridades ucranianas suspenderam a licença operacional da companhia aérea até novo aviso.

## Destinos
A partir de janeiro de 2022, a Air Ocean Airlines operava voos para os seguintes destinos:
| Cidade    | Aeroporto                                        | Começo                 | Fim                   | Notas |
| --------- | ------------------------------------------------ | ---------------------- | --------------------- | ----- |
| Carcóvia  | Aeroporto Internacional de Cracóvia              | 10 de novembro de 2021 | 15 de janeiro de 2022 |       |
| Kiev      | Aeroporto Internacional de Kiev-Zhuliany         | 10 de novembro de 2021 | 15 de janeiro de 2022 |       |
| Leópolis  | Aeroporto Internacional de Lviv Danylo Halytskyi | 10 de novembro de 2021 | 15 de janeiro de 2022 |       |
| Zaporíjia | Aeroporto Internacional de Zaporíjia             | 10 de novembro de 2021 | 15 de janeiro de 2022 |       |

## Frota
A frota da Air Ocean Airlines consistia nas seguintes aeronaves (Novembro de 2021):
| Aeronaves      | Em Serviço | Ordens | Passageiros | Notas |
| -------------- | ---------- | ------ | ----------- | ----- |
| Antonov An-148 | 2          | 1      | 75          |       |
| Total          | 2          | 1      |             |       |